# 廖立
廖 立（りょう りつ、生没年不詳）は、中国後漢末期から三国時代の政治家。字は公淵。荊州武陵郡臨沅県の人。蜀漢に仕えた。

## 経歴
荊州牧となった劉備に取り立てられ、従事となった。30歳に満たないうちに、長沙太守に抜擢された。諸葛亮は孫権の使者に対して、廖立を「龐統と並ぶ楚（荊州）の良才」と紹介するなど高く評価していた。
建安20年（215年）、劉備と孫権が荊州の領有を巡って対立し、長沙を含む三郡は呂蒙の急襲を受けた。このため廖立は益州へ逃亡した。劉備は廖立を評価していたため罪を問わず、巴郡太守に任命した。しかし、職務の遂行状況はいいかげんなものであったという（『諸葛亮集』）。
建安24年（219年）、劉備は漢中王になると廖立を侍中に任命した。劉禅の皇帝即位後は長水校尉となった。
廖立は、自身の才能・名声が丞相である諸葛亮に次ぐと自負していたため、李厳らの下で閑職に就いていることを常々不満に思っていた。廖立は諸葛亮に対し卿の地位を与えてほしいと要求した。しかし、諸葛亮は李厳ですらその地位に就いていないことを理由に拒絶したという（『諸葛亮集』）。
ある時、廖立は蔣琬と李邵に処遇について不満を漏らした。さらに、劉備や関羽の軍事的失敗を批判したことを皮切りに、向朗・郭攸之・文恭を凡人とこき下ろし、王連についてもただの俗物であると散々にまくし立てた。蔣琬と李邵は諸葛亮にこの発言をそのまま伝えた。
諸葛亮はこの件を上奏し、誹謗の罪だとして廖立を死罪にするよう劉禅に求めた。劉禅は詔勅を下し、死刑にするのは忍びないので流刑とするよう命じた（『諸葛亮集』）。廖立は庶人に落とされたうえ、汶山郡へ流された。
このような処遇を受けながらも、廖立は諸葛亮ならばいずれ復帰させてくれると考えていたため、諸葛亮の死を知ると「私は結局蛮民となってしまうのだ」と涙を流し、復帰の望みが絶たれたことを嘆いた。
その後、姜維は軍を率いて汶山郡を通ったため、廖立の元へ挨拶に出向いたところ、意気は衰えておらず話しぶりも落ち着いていたので感嘆したという。
配所で病没し、妻子は成都に帰った。
小説『三国志演義』では、諸葛亮の死を嘆く人物の一人として登場するのみである。